# Voyer
Voyer (deutsch Weiher) ist eine französische Gemeinde, die im Département Moselle und in der Region Grand Est (bis 2015 Lothringen) liegt. Sie gehört zum Arrondissement Sarrebourg-Château-Salins. Die Gemeinde hat 449 Einwohner (Stand 1. Januar 2022).

## Geografie
Voyer liegt am Fuß der Vogesen, etwa zehn Kilometer südlich von Sarrebourg auf einer Höhe zwischen 282 und 440 m über dem Meeresspiegel, die mittlere Höhe beträgt 289 m. Das Gemeindegebiet umfasst 4,48 km².

## Geschichte
Der Ort gehört seit 1661 zu Frankreich.

### Bevölkerungsentwicklung
| Jahr      | 1962 | 1968 | 1975 | 1982 | 1990 | 1999 | 2007 | 2019 |
| Einwohner | 371  | 348  | 368  | 368  | 379  | 402  | 407  | 458  |

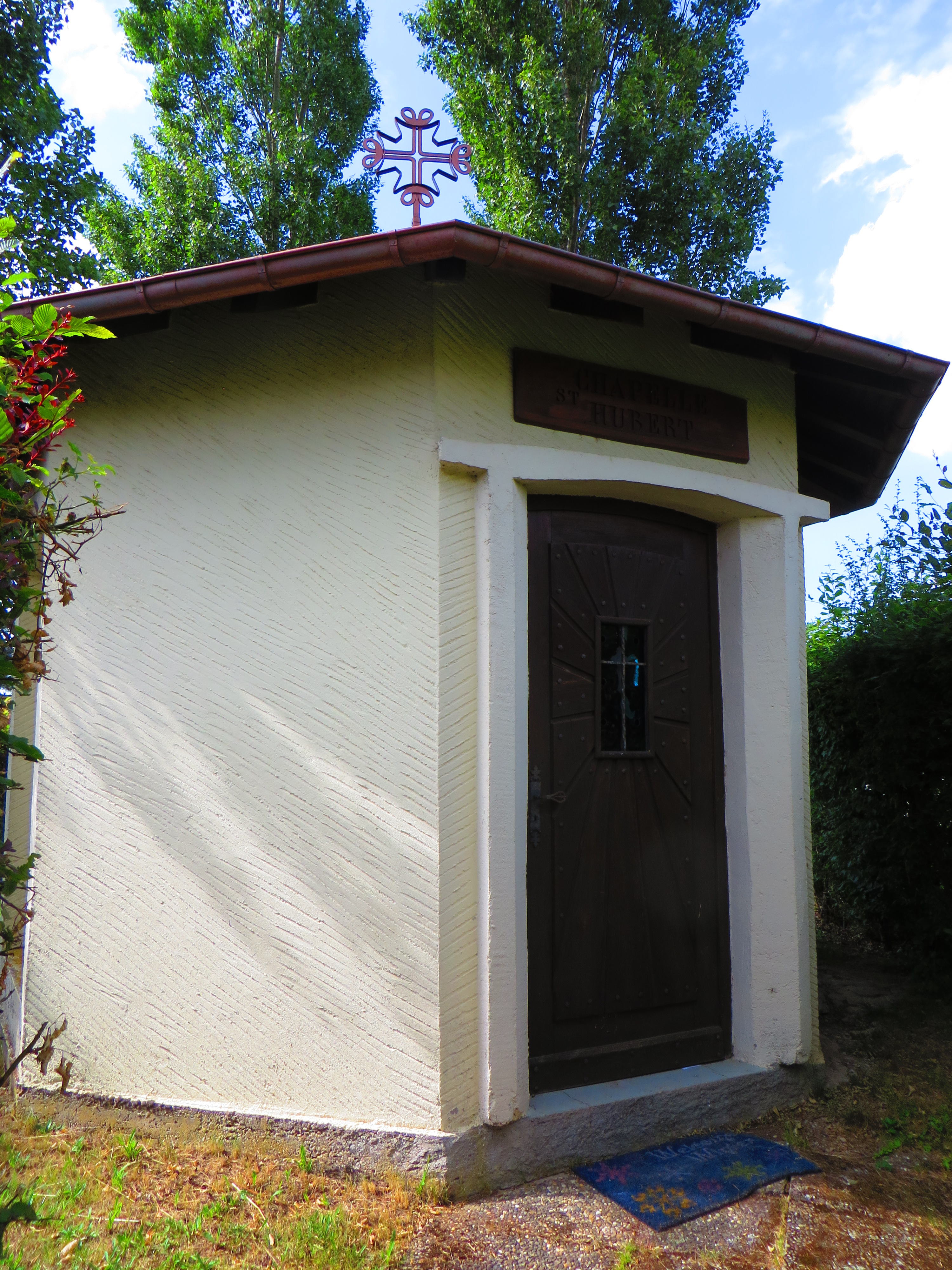
Kapelle St. Hubert